# المركز الجهوي للأعمال الجامعية والمدرسية
المركز الجهوي للأعمال الجامعية والمدرسية (بالفرنسية: Centre régional des œuvres universitaires et scolaires)، هو منظمة إقليمية فرنسية تأسست عام 1955 تقدم المنح الدراسية للطلاب، والإقامات الجامعية، وخدمات استقبال الطلاب الأجانب، والأنشطة الثقافية الطلابية، والمطاعم الطلابية ضمن أنشطة التعليم العالي في فرنسا.
يوفر المركز إقامات طلابية في جميع المدن الجامعية، مثل باريس ونانت وليون وتولوز وبوردو ومونبلييه وبيزانسون وغيرها. على سبيل المثال، تساعد هيئة التعليم في غرونوبل الطلاب في العثور على سكن في المدن الجامعية غرونوبل وشامبيري وبلنسية وآنسي. 